# 滨海佩里亚克
滨海佩里亚克（法語：Peyriac-de-Mer，法語發音：[peʁjak də mɛʁ] ⓘ）是法国奥德省的一个市镇，位于该省东部偏北，属于纳博讷区。

## 地理
滨海佩里亚克（43°5'14"N, 2°57'28"E）面积26.92 平方千米，位于法国奧克西塔尼大區奥德省，该省份为法国南部沿海省份，北起塔恩省，西北接上加龙省，西接阿列日省，南至东比利牛斯省，东临地中海，东北与埃罗省接壤。
与滨海佩里亚克接壤的市镇（或旧市镇、城区）包括：巴日、纳博讷、波尔泰代科尔比埃、圣安德烈-德罗克隆格、锡让。
滨海佩里亚克的时区为UTC+01:00、UTC+02:00（夏令时）。

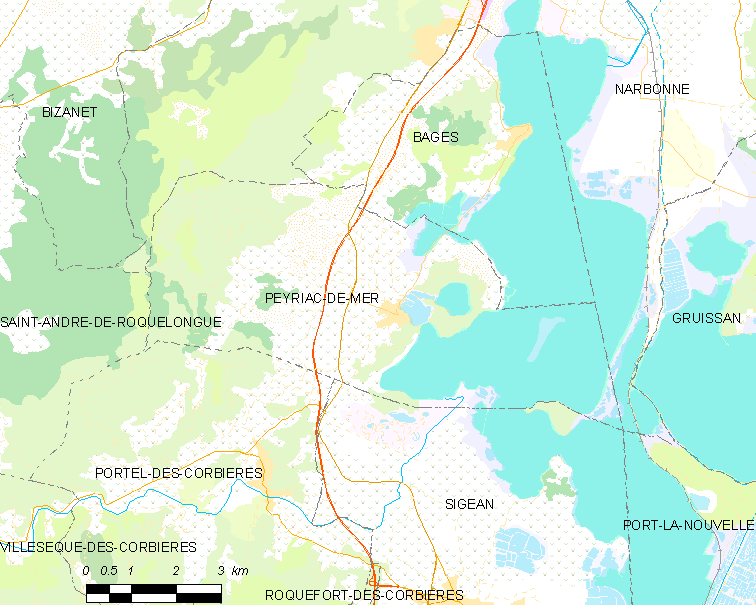
滨海佩里亚克的OSM定位图

## 行政
滨海佩里亚克的邮政编码为11440，INSEE市镇编码为11285。

## 政治
滨海佩里亚克所属的省级选区为地中海科比耶尔县。

## 交通
法国国家A9号高速公路经过境内但未设出入口。奥德省省道D105线和D6009线在境内交汇。

## 人口

1962-2008年间滨海佩里亚克人口变化图示

滨海佩里亚克于2022年1月1日时的人口数量为1191人。